# Babócsay Pál
Babócsay Pál (Nagykároly, 1818. november 7. – Bodony, 1904. október 18.) római katolikus pap, pécsi egyházmegyei plébános és alesperes, egyházi író.

## Élete
Bölcseleti és jogi tanulmányai után a pécsi papnevelő intézetbe vették föl. Itt a teológiát tanult. 1842. július 24-én szentelték pappá. Széken és Szekszárdon volt káplán. 1850-től bodonyi plébános, 1876-tól alesperes. Több kötet egyházi beszéde jelent meg.

## Művei
- 1. Szent-Ágoston, hippói püspöknek magán beszédei. Pest, 1858
- 2. Egyházi beszédek az egyházi év minden vasárnapjára. Pest, 1867
- 3. Egyházi beszédek az év minden ünnepére. Pest, 1868 (ismertette Religio 1868. II. 14. sz.)
- 4. Népszerü és rövid egyházi beszédek az egyházi év minden vasárnapjaira s ünnepeire. Pécs, 1883